# اتک آو د شو!
اتک آو د شو! (به انگلیسی: Attack of the Show!) یک برنامهٔ زندهٔ تلویزیونی آمریکایی است که هر شب به جز شنبه‌ها و یکشنبه‌ها از شبکه‌های جی۴، جی۴ کانادا، و فیوئل تی‌وی استرالیا پخش می‌شود. این برنامه به بررسی تکنولوژی‌های نوین، نقیضهها، فیلم‌ها و ترانه‌های عامه‌پسند، و اخبار روز می‌پردازد و صحنه‌هایی از بازی‌های ویدئویی و فیلم‌های سینمایی را پیش از عرضه یا نمایش عمومی نشان می‌دهد.